# Catie DeLoof
Catherine „Catie“ Elizabeth DeLoof (* 12. Februar 1997 in Grosse Pointe, Michigan) ist eine Schwimmerin aus den Vereinigten Staaten. Sie gewann bei Olympischen Spielen eine Bronzemedaille.

## Sportliche Karriere
Catie DeLoof studierte bis 2019 an der University of Michigan. Catie DeLoof hat zwei ältere Schwestern, die ebenfalls bei internationalen Meisterschaften antraten: Alexandra DeLoof und Gabby DeLoof.
Bei der Universiade 2019 in Neapel siegte die 4-mal-100-Meter-Freistilstaffel mit Veronica Burchill, Claire Rasmus, Catie DeLoof und Gabby DeLoof. In der 4-mal-200-Meter-Freistilstaffel und der 4-mal-100-Meter-Lagenstaffel wurde Catie DeLoof jeweils im Vorlauf eingesetzt. Da beide Staffeln im Endlauf gewannen, erhielt sie auch hier jeweils eine Goldmedaille.
Wegen der COVID-19-Pandemie fanden die Olympischen Spiele in Tokio erst 2021 statt. Bei den US-Olympiaausscheidungen siegte über 100 Meter Freistil Abbey Weitzeil vor Erika Brown und Olivia Smoliga, Natalie Hinds wurde Vierte vor Catie DeLoof. In Tokio schwamm die 4-mal-100-Meter-Freistilstaffel mit Olivia Smoliga, Catie DeLoof, Allison Schmitt und Natalie Hinds die fünftschnellste Vorlaufzeit. Im Endlauf waren Erika Brown, Abbey Weitzeil, Natalie Hinds und Simone Manuel zwei Sekunden schneller als die Vorlaufstaffel und wurden Dritte hinter den Australierinnen und den Kanadierinnen. Alle sieben beteiligten Schwimmerinnen erhielten eine Bronzemedaille.
Zwei Jahre später wurde Catie DeLoof bei den Panamerikanischen Spielen in Santiago de Chile jeweils Dritte über 50 Meter und über 100 Meter Freistil.